# Divisione di Berowra
La divisione di Berowra è una divisione elettorale australiana nello stato del Nuovo Galles del Sud. Esiste dal 1969 e deve il suo nome al paese di Berowra. I suoi confini sono stati mantenuti relativamente intatti dalla sua creazione e in minima parte anche per questo è sempre stata un seggio sicuro per i liberali. Il detentore attuale del seggio, Philip Ruddock, è il membro della Camera in servizio da più tempo (precedentemente è stato membro dei seggi di Parramatta e Dundas.

## Deputati
| Deputato       | Deputato     | Partito  | Periodo   |
| -------------- | ------------ | -------- | --------- |
|                | Tom Hughes   | Liberale | 1969–1972 |
| Harry Edwards  | 1972–1993    | Liberale |           |
| Philip Ruddock | 1993–2016    | Liberale |           |
| Julian Leeser  | 2016–attuale | Liberale |           |